# Station Hamburg-Wellingsbüttel
Station Hamburg-Wellingsbüttel (Haltepunkt Hamburg-Wellingsbüttel, kort: Haltepunkt Wellingsbüttel) is een spoorwegstation in het stadsdeel Wellingsbüttel van de Duitse stad Hamburg. Het station is onderdeel van de S-Bahn van Hamburg aan de spoorlijn Hamburg Hauptbahnhof - Hamburg-Poppenbüttel en is geopend op 15 januari 1918.

## Indeling
Het station telt één eilandperron met twee perronsporen. Het perron is voor een deel overkapt. Het station heeft een entreegebouw onder de sporen aan de zuidwesteinde van het perron, deze is te bereiken via de Rolfinckstraße. Het perron zelf is alleen via een trap te bereiken. Aan de oostkant van het station is het een bushalte en een taxistandplaats.

## Verbindingen
De volgende S-Bahnlijn doet het station Wellingsbüttel aan:
| Serie | Treinsoort        | Route | Bijzonderheden |
| ----- | ----------------- | --- | -------------- |
|       | S-Bahn (DB Regio) | Hamburg Airport – /Poppenbüttel – Wellingsbüttel – Ohlsdorf – Barmbek – Berliner Tor – Hauptbahnhof – Altona – Blankenese – Wedel |                |